# Gunilla Klingberg
Gunilla Elisabeth Geschwind Klingberg, född 1 december 1966 i Stockholm, är en svensk bildkonstnär.
Gunilla Klingberg utbildade sig I grafisk formgivning på RMI-Berghs 1989 och i skulptur på Konstfack i Stockholm 1993–97. Hon ch har tidigare arbetat som grafisk formgivare. Hennes verk har visats bland annat på biennalerna i Istanbul och Busan, samt på Kiasma i Helsingfors och MoMA PS1 i New York.
Gunilla Klingberg behandlar i sina verk samtidens konsumtionskultur. Hon plockar visuella uttryck från vår samtid och förenar kommersialism med andlighet, lågbudgetdesign med österländsk bildkultur. Genom att föra samman det olikartade uppstår nya betydelser och möten mellan kulturer, uttrycksformer och traditioner.[källa behövs]

## Offentliga verk i urval
- Spår av vardagsliv, 2010, Station Triangeln i Malmö
- Vardagslivets gång, mönstrad gångväg, 2013, Norra Djurgårdsstaden i Stockholm
- Drivkraft, rostfritt stål, 2014, väggar mot Stora Torg i Rådhus Skåne i Kristianstad